# 杜勒旺堡
杜勒旺堡（法語：Doulevant-le-Château，法語發音：[dulvɑ̃ lə ʃato]）是法国上马恩省的一个市镇，属于圣迪济耶区。

## 地理
杜勒旺堡（48°22'38"N, 4°55'21"E）面积22.14 平方千米，位于法国大東部大區上马恩省，该省份为法国东北部内陆省份，北起马恩省和默兹省，西接奥布省，西南接科多尔省，东南接上索恩省，东临孚日省。
与杜勒旺堡接壤的市镇（或旧市镇、城区）包括：索姆瓦尔、阿尔南库尔、博德勒库尔、布吕默赖、大沙尔姆、布莱斯河畔锡雷、多马坦勒圣佩尔。

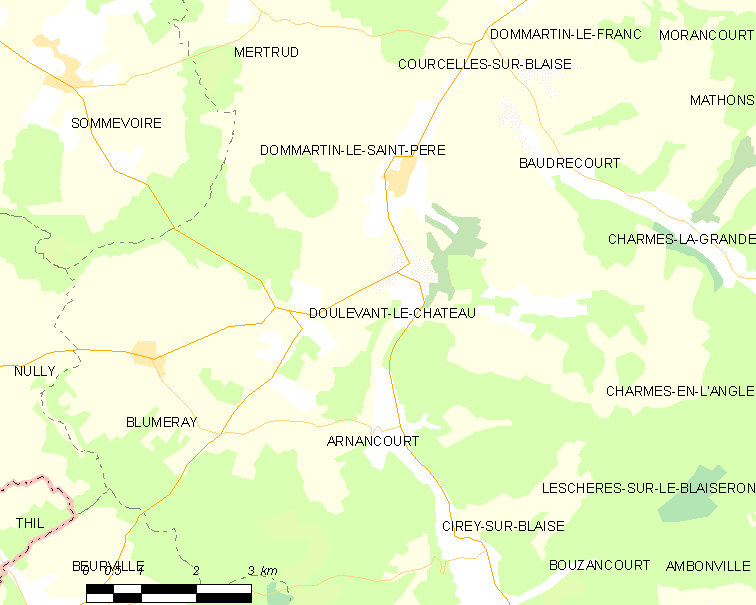
杜勒旺堡的OSM定位图

杜勒旺堡的时区为UTC+01:00、UTC+02:00（夏令时）。

## 行政
杜勒旺堡的邮政编码为52110，INSEE市镇编码为52178。

## 政治
杜勒旺堡所属的省级选区为茹安维尔县。

## 人口

1962-2008年间杜勒旺堡人口变化图示

杜勒旺堡于2022年1月1日时的人口数量为367人。